# فراری اف۱-۷۵
فراری اف۱–۷۵ یک خودروی مسابقه‌ای فرمول یک است که توسط اسکودریا فراری طراحی و ساخته شده‌است و انتظار می‌رود در مسابقات قهرمانی جهانی فرمول یک ۲۰۲۲ شرکت کند. این خودرو توسط شارل لکلرک و کارلوس ساینز رانندگی خواهد شد. این شاسی اولین خودروی فراری بر اساس مقررات فنی ۲۰۲۲ است.

## نتایج کامل فرمول یک
(کلید)
| سال    | شرکت‌کننده      | پیشرانه     | تایر | راننده       | جایزه بزرگ‌ها | جایزه بزرگ‌ها | جایزه بزرگ‌ها | جایزه بزرگ‌ها | جایزه بزرگ‌ها | جایزه بزرگ‌ها | جایزه بزرگ‌ها | جایزه بزرگ‌ها | جایزه بزرگ‌ها | جایزه بزرگ‌ها | جایزه بزرگ‌ها | جایزه بزرگ‌ها | جایزه بزرگ‌ها | جایزه بزرگ‌ها | جایزه بزرگ‌ها | جایزه بزرگ‌ها | جایزه بزرگ‌ها | جایزه بزرگ‌ها | جایزه بزرگ‌ها | جایزه بزرگ‌ها | جایزه بزرگ‌ها | جایزه بزرگ‌ها | امتیاز | ق.س. |
| سال    | شرکت‌کننده      | پیشرانه     | تایر | راننده       | بحرین        | عربستان      | استرالیا     | امیلیا       | میامی        | اسپانیا      | موناکو       | آذربایجان    | کانادا       | بریتانیا     | اتریش        | فرانسه       | مجارستان     | بلژیک        | هلند         | ایتالیا      | سنگاپور      | ژاپن         | آمریکا       | مکزیک        | سائو پ.      | ابوظبی       | امتیاز | ق.س. |
| ------ | -------------- | ----------- | ---- | ------------ | ------------ | ------------ | ------------ | ------------ | ------------ | ------------ | ------------ | ------------ | ------------ | ------------ | ------------ | ------------ | ------------ | ------------ | ------------ | ------------ | ------------ | ------------ | ------------ | ------------ | ------------ | ------------ | ------ | ---- |
| ۲۰۲۲   | اسکودریا فراری | فراری ۰۶۶/۷ | P    | شارل لکلرک   | ۱            | ۲            | ۱            | ۶            | ۲            | ب.           | ۴            | ب.           | ۵            | ۴            | ۱۲           | ب.           | ۶            | ۶            |              |              |              |              |              |              |              |              | ۲۲۸*   | دوم* |
| ۲۰۲۲   | اسکودریا فراری | فراری ۰۶۶/۷ | P    | کارلوس ساینز | ۲            | ۳            | ب.           | ب.۴          | ۳            | ۴            | ۲            | ب.           | ۲            | ۱            | ب.۳          | ۵            | ۴            | ۳            |              |              |              |              |              |              |              |              | ۲۲۸*   | دوم* |
| منابع: |                |             |      |              |              |              |              |              |              |              |              |              |              |              |              |              |              |              |              |              |              |              |              |              |              |              |        |      |

- * – فصل هنوز در جریان است.